# Palpimanus punctatus
Palpimanus punctatus is een spinnensoort uit de familie Palpimanidae. De soort komt voor in Malta.